# 郭英
郭 英（かく えい、1335年 - 1403年）は、元末明初の軍人。濠州の人。朱元璋に仕えて、明建国の功臣となった。兄の郭興も朱元璋に仕えて、明建国の功臣となった。妹は郭寧妃。孫娘は郭貴妃。曾孫娘は郭愛。

## 生涯
| 姓名         | 郭英                                                                                            |
| 時代         | 元時代 - 明時代                                                                                 |
| 生没年       | 1335年（元統3年） - 1403年（永楽元年）                                                          |
| 字・別名     | 郭四（別名）                                                                                    |
| 本貫・出身地 | 濠州                                                                                            |
| 職官         | 驍騎衛千戸→指揮僉事→本衛指揮副使 →河南都指揮使→前軍都督府僉事→靖海将軍 →征虜右副将軍→征西副将軍 |
| 爵位         | 武定侯（明）→営国公（明）                                                                       |
| 諡号         | 威襄（明）                                                                                      |
| 陣営・所属   | 朱元璋                                                                                          |
| 家族・一族   | 父:郭山甫、兄:郭興、弟:郭徳成、妹:郭寧妃 子:郭鎮、郭銘、郭鏞他9人 女:9人                        |

至正13年（1353年）、18歳のとき、朱元璋と行動を共にする。朱元璋の宿衛を守備し、信頼厚く、郭英を『郭四』と呼ぶほどであった。同年、定遠攻略に参加した24将の一人。滁州・和州・采石・太平攻略に参加した。
至正23年（1363年）、鄱陽湖の戦いに参加し、功績を上げる。
至正24年（1364年）、武昌攻略に参加した。陳理軍の陳同僉が長柄の矛で突入してきた。朱元璋は郭英を呼び、討ち取るよう命じた。郭英は陳同僉を討ち取り、朱元璋から戦袍を賜った。岳州を攻め、援軍を破った。廬州・襄陽を攻略した。功績により、驍騎衛千戸となった。淮安・濠州・安豊を攻略し、指揮僉事に進んだ。
洪武元年（1368年）、徐達に従い、北伐へ参加した。常遇春に従い、ココ・テムルを敗走させ、興州・大同を攻略した。奉元・鳳翔・鞏昌・慶陽を攻略し、賀宗哲を乱山で破って、本衛指揮副使に進んだ。安定に進み、チャガンノール（察罕脳児）を攻略した。寧州を攻略し、2千の敵兵を斬首した。河南都指揮使に進んだ。赴任する際、妹の郭寧妃に、白金20、馬20を餞別として贈った。民の流亡を抑え、法律を明らかにしたため、河南地域をよく治めた。
洪武9年（1376年）、北平に移った。
洪武13年（1380年）、召還されて前軍都督府僉事に進んだ。
洪武14年（1381年）、傅友徳に従って、雲南攻略に向かった。陳桓・胡海と共に赤水河を進んだ。雨が長く降り続け、河は氾濫した。郭英は筏を作り、夜に進軍した。敵陣営は驚き、壊乱した。敵将の烏撒・阿容らを捕らえた。曲靖・陸涼・越州・関索嶺・椅子寨を攻略した。大理を降し、金歯・広南にある山寨を攻略した。
洪武16年（1383年）、傅友徳に従って、蒙化・鄧川・金沙江・北勝・麗江を攻略した。これらの攻略戦で、斬首1万3千、捕虜2千、武具数万、船1千余りという戦果を得た。
洪武17年（1384年）、雲南地方を平定した功により、武定侯に封ぜられ、食禄2千5百石を賜った。
洪武18年（1385年）、靖海将軍となり、遼東地方を守備した。
洪武20年（1387年）、馮勝に従い、金山で哈出を降した。征虜右副将軍に進んだ。藍玉に従い、ブイル湖に至った。褒賞を賜り、故郷へ戻った。
洪武30年（1397年）、征西副将軍として耿炳文と共に陝西を守備した。反抗した高福興を討伐した。御史の裴承祖が、郭英は無断で家奴150人を養い、男女5人を殺したとして弾劾した。御史の張春らが、この問題を朱元璋に奏上し続けた。朱元璋は大臣らに命じて、この問題について議論させた。協議の結果、朱元璋はこの問題を許した。
建文元年（1399年）、靖難の変では建文帝側として、耿炳文・李景隆と共に戦ったが、功を上げることはなかった。靖難の変が終わると、免じられて屋敷へ戻った。
永楽元年（1403年）、67歳で亡くなった。営国公を贈られ、威襄と諡された。

## 人物・逸話
- 書史に通じ、紀律を重んじる性格だった。

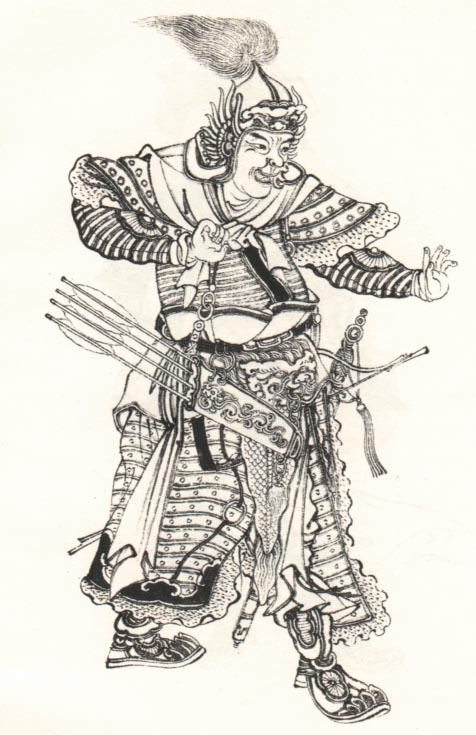
郭英

- 忠謹をもって朱元璋に仕え、朱元璋も親しみを持って接していた。
- 妹の郭寧妃は朱元璋の恩寵が厚かったが、功臣らはこれを怨むことはなかった。